# Équipe de France de football en 1919
Chronologie
Saison précédente Saison suivante
L'équipe de France ne joue qu'un seul match en 1919. Elle affronte la Belgique et le match s'achève sur un score de parité : deux buts partout. Pour se rendre en Belgique, l'équipe de France voyage en avion pour la première fois de son histoire. Quatre appareils sont utilisés.

## Le match
| Date        | Stade                                     | Adversaire | Score | Comp | Buteurs français |
| 9 mars 1919 | Stade du Vivier d'Oie Bruxelles, Belgique | Belgique   | N 2-2 | A    | Hanot (80e& 89e) |

A : Amical.
Buts:

1:0 Michel (3e)

2:0 Gamblin (75ecsc)

2:1 Hanot (80e) reprise de la tête d'un tir de Darques relâché par Leroy

2:2 Hanot (89e) reprise d'un centre de Triboulet lancé par Darques.

## Les joueurs
France
- Raymond Frémont (Havre AC) (1reet dernière sélection)
- Lucien Gamblin (Red Star Club) (7esélection)
- Maurice Mathieu (Red Star Club) (2eet dernière sélection)
- Albert Mercier (Racing club de France) (1reet dernière sélection)
- Émilien Devic (CA Sports Généraux) (6esélection)
- François Hugues (Red Star Club) (1resélection)
- Paul Faure (Racing club de France) (1reet dernière sélection)
- Gabriel Hanot (AS Française) (12eet dernière sélection) Capitaine
- Henri Bard (CA Paris) (4esélection)
- Louis Darques (Olympique de Paris) (1resélection)
- Marcel Triboulet (Racing club de France) (7eet dernière sélection)

Belgique
- Henri Leroy
- Armand Swartenbroeks
- Oscar Verbeeck
- Joseph Musch remplacé par Louis Van Hege à la 46e
- François Moucheron
- Joseph Thys
- Louis Bessems
- Robert Coppée
- Honoré Vlamynck
- Georges Michel
- Georges Hebdin